# 屯仓水库
屯仓水库是中国安徽省滁州市来安县境内的一座水库，位于滁河支流来安河上，建于1965年。水库正常库容为5200万立方米，集雨面积为187平方千米，海拔为52.2米。